# Lisandro Aristimuño
Lisandro Aristimuño (né le 26 octobre 1978 à Viedma) est un musicien argentine.

## Biographie
Il passe son enfance entre sa ville natale de Viedma et Luis Beltrán, dans la province de Río Negro. Né d'un père metteur en scène et musicien et d'une mère actrice, Aristimuño grandit dans un environnement artistique qui, avec les paysages sillonnés par le vent du sud, marque son identité musicale. À 11 ans à peine, il fait ses premiers pas de chanteur et de guitariste dans les groupes de Viedma Marca Registrada et La Bisogna, jouant des reprises. Cinq ans plus tard, loin des groupes, il rejoint le musicien Fernando Barilá, avec lequel il tourne en Patagonie tout en développant ses propres compositions.
Fin 2001, Aristimuño s'installe à Buenos Aires, où les chansons de son premier album Azules turquesas (2004, Los Años Luz Discos) commencent à mûrir. En 2005, il sort son deuxième album intitulé Ese asunto de la ventana (Los Años Luz Discos). Deux ans plus tard, pour compléter la trilogie de Los Años Luz, il sort 39° (2007).
Après cette première phase de sa carrière, Aristimuño réalise son rêve d'avoir sa propre maison de disques, qu'il a appelée Viento Azul Discos. Son premier album autogéré est le double-CD Las crónicas del viento (2009), lauréat du Premio Gardel du « meilleur album de rock-pop alternatif » en 2010. Il remporte une nouvelle fois le prix dans la catégorie meilleure chanson d'auteur avec El rostro de los acantilados en 2024.

## Discographie
- 2004 : Azules Turquesas
- 2005 : Ese Asunto de la Ventana
- 2007 : 39°
- 2009 : Las Crónicas del Viento
- 2012 : Mundo Anfibio
- 2016 : Constelaciones
- 2020 : Criptograma
- 2023 : El Rostro de los Acantilados